# Gà Ameraucana

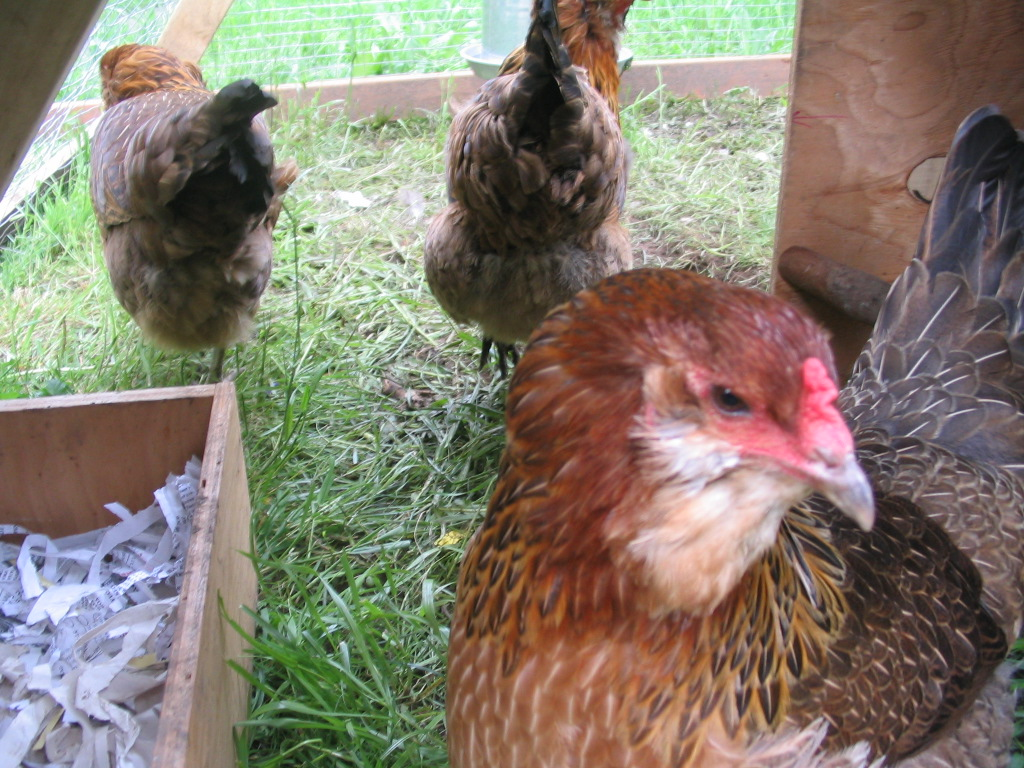
Gà cúp Mỹ

Gà Ameraucana là giống gà của Mỹ, nó được phát triển ở Hoa Kỳ vào những năm 1970 và có nguồn gốc từ gà Araucana được mang đến từ Chile. Nó được lai tạo để giữ lại gen cho trứng có vỏ xanh nhưng loại trừ các alen gây chết của giống bố mẹ. Có cả hai phiên bản tiêu chuẩn và gà Bantam. 

## Lịch sử
Ga Ameraucana được phát triển ở Hoa Kỳ vào những năm 1970 từ gà Araucana được mang đến từ Chile. Nó được lai tạo để giữ lại gen cho trứng có vỏ xanh bất thường của Araucana, nhưng loại bỏ các tế bào alen gây chết của giống bố mẹ. Nó được thêm vào Tiêu chuẩn Hoàn thiện của Hiệp hội Gia cầm Mỹ năm 1984.
Tên xuất phát từ "America" có nghĩa là Mỹ và "Araucana" là gà cúp, như vậy có nghĩa là gà cúp Mỹ. Gà Ameraucana được công nhận ở Hoa Kỳ như là một giống riêng biệt từ Araucana. Ở một số quốc gia khác, bao gồm Úc và Vương quốc Anh, cả hai biến thể đuôi của Araucana được coi là một giống duy nhất. 

## Đặc điểm
Gà Ameraucana là một trong số ít giống gà đẻ trứng có vỏ xanh. Nó cho thấy nhiều điểm tương đồng với gà Araucana, bao gồm cả cái mồng hạt đậu và gen trứng xanh. Nó có đuôi và râu, trong khi Araucana ở Hoa Kỳ bị ù tai và bất lực. Các dái tai nhỏ và tròn, các vệt nhỏ hoặc vắng mặt, dái tai, mồng, tích đều có màu đỏ. Cơ thể có màu lông là đá phiến màu xanh, có xu hướng màu đen trong phiên bản bộ lông đen. Tám biến thể màu sắc được công nhận trong tiêu chuẩn hoàn hảo của Mỹ: đen, xanh dương, xanh lam, nâu đỏ, thịt bò, bạc, lúa mì và trắng.